# Pečeňady
Pečeňady este o comună slovacă, aflată în districtul Piešťany din regiunea Trnava. Localitatea se află la altitudinea de 166 m deasupra n.m., se întinde pe o suprafață de 8,57 km2 și în 2017 număra 524 de locuitori.

## Istoric
Localitatea Pečeňady este atestată documentar din 1113.

## Demografie
| An:                | 1994 | 2004   | 2014    | 2024   |
| ------------------ | ---- | ------ | ------- | ------ |
| Număr de persoane: | 521  | 477    | 529     | 564    |
| Diferență:         |      | −8,44% | +10,90% | +6,61% |

| An:                | 2023 | 2024   |
| ------------------ | ---- | ------ |
| Număr de persoane: | 566  | 564    |
| Diferență:         |      | −0,35% |